# Chiesa di San Bernardo (Brescia)
La chiesa di San Bernardo è la parrocchiale di Costalunga, frazione di Brescia, in provincia e diocesi di Brescia; fa parte della zona pastorale di Brescia Nord.

## Storia
Il primitivo oratorio di Costalunga sorse poco dopo la metà del XV secolo, fondato da tale Marino da Montelupo e dedicato a San Bernardo.
L'edificio, ristrutturato nel Settecento, venne ricostruito nel 1825 e consacrato il 16 ottobre di quell'anno dal vescovo di Brescia Gabrio Maria Nava; la chiesa fu poi eretta a parrocchiale nel 1922.

## Descrizione

### Facciata
La facciata a capanna della chiesa, rivolta a settentrione e tripartita da quattro lesene ioniche sorreggenti il timpano di forma triangolare, presenta al centro il portale d'ingresso, sormontato da una mensola, e sopra una finestra rettangolare.
Annesso alla parrocchiale è il campanile a base quadrata, la cui cella presenta una monofora per lato ed è coperta dal tetto a quattro falde.

### Interno
L'interno dell'edificio si compone di un'unica navata, sulla quale si affacciano le cappelle laterali e le cui pareti sono scandite da lesene sorreggenti il cornicione sopra cui si imposta la volta a botte; al termine dell'aula si sviluppa il presbiterio, rialzato di alcuni gradini e chiuso dal fondale piatto.
Qui sono conservate diverse opere di pregio, tra le quali la pala raffigurante San Bernardo che mira la Croce ai cui piedi sta la Madonna Addolorata, risalente alla fine del XVIII secolo, la tela con soggetto San Fermo, dipinta nel 1867 da Giuseppe Ariassi, e il quadro con soggetto l'Addolorata, eseguita da Francesco Rovetta.